# Trocki (ogórek)
Trocki ('Trakai', ogórek trocki, ogórek karaimski) – odmiana uprawna (kultywar) ogórka siewnego, od nazwana od regionu pochodzenia – miasta Troki na Litwie.

## Historia
Ogórki pojawiły się w Trokach wraz z przybyciem na te tereny Karaimów, którzy przywieźli je z Krymu. Pierwsza wzmianka o ogórkach z Trok pochodzi z 1428 roku. Rozwojowi ogórków na tych terenach sprzyjał klimat łagodzony wpływem pobliskich jezior. O trockich ogórkach wspominał w swoich publikacjach Józef Strumiłło, opisując je jako nierównie dłuższe i większe od standardowych, a przy tym najlepsze do kiszenia. Od lat 60. XIX wieku nasiona ogórka trockiego zaczęły rozpowszechniać się w handlu – zwłaszcza w Wilnie, a także w rejonie Polesia, Podlasia i Rosji. Uprawa ogórków była niegdyś jednym z głównych zajęć społeczności karaimskiej Troków i wyznaczała jej rytm życia (na wiosnę moczono nasiona ogórków w wodzie z jeziora Galwe i umieszczano w zawiniątkach aż do spęcznienia, następnie ogórki sadzono, podlewano i nadzorowano ich wzrost, aż do pory zbiorów); znaczenie tego zajęcia spadło po II wojnie światowej. Hodowlą zajmowali się głównie Karaimi, choć brali w niej udział również Tatarzy i chrześcijanie. Procesem tym oprócz ludności Trok zajmowała się m.in. ludność Zatrocza, Malowanki, Ołony, Zalewszczyzny, Rojewia i Wieliczkowa. Z uprawą ogórków wiążę się karaimskie przysłowie Chyjar kietti Kownaga czyli ogórki pojechały do Kowna, stosowane w obliczu przymrozków i przemarzniętych, zniszczonych, zbiorów.
Ogórek spożywany był w formie deserowej, schłodzony i polany miodem lub posypany cukrem (z tego powodu nazywano go brzoskwinią północy). Drugim przeznaczeniem ogórków było kiszenie – tradycyjną formą tego procesu było kiszenie w drewnianych beczkach pod lodem jeziora Galwe.
Odmiana od dawna i popularnie uprawiana jest w Polsce. Jej walorem jest m.in. odporność na parch dyniowatych (porażenie Cladosporium cucumerinum) oraz mozaikę ogórka.